# Rodrigo Lobo da Silveira, 5.º Barão do Alvito
Rodrigo Lobo da Silveira (c. 1550 - ??) foi um nobre português, quinto barão do Alvito. Participou na Batalha de Alcácer Quibir, onde foi feito prisioneiro e só voltou a Portugal após o pagamento de um avultado resgate.